# Ernie Royal
Pour les articles homonymes, voir Royal.
Ernie Royal (Ernest Andrew Royal), né le 6 février 1921 à Los Angeles et mort le 16 mars 1983 à New York, était un trompettiste de jazz américain.
Il est le frère cadet du saxophoniste Marshall Royal.

## Biographie
Ernie Royal commence sa carrière en 1937, dans le big band  de Les Hite. En 1939, il passe dans la formation de Cee Pee Johnson. De 1940 à 1942, il fait partie, avec d’ailleurs son frère Marshall, de l’orchestre de Lionel Hampton. Durant la Seconde Guerre mondiale, il joue dans un orchestre de jazz militaire.
Démobilisé, il joue successivement dans les formations de Vernon Alley, Phil Moore (1945), Count Basie (1946) et Woody Herman (1947-1949). Au début des années 1950, il s’installe un temps en France et joue dans l’orchestre  de Jacques Hélian. Il enregistrera lors de ce séjour, à la tête d'un ensemble de jazzmen américains secondés par le pianiste Raymond Fol, six faces pour la firme Vogue. En 1952, de retour aux États-Unis, il travaille avec Wardell Gray. En 1953, il rejoint l’orchestre de Stan Kenton. Il est un temps musicien « free lance » à New York. Sa brillante technique et son aisance dans le registre aigu font de lui un « lead trumpet » très demandé dans les studios. À partir de 1957, il est « Staff musician » pour « ABC », travaille abondamment pour la télévision, le cinéma, et participe à l’enregistrement de centaines de disques. Durant toute cette période, en parallèle à son activité de studio, Ernie Royal se produit comme jazzman. On a pu l'entendre abondamment pour Gil Evans (aussi bien dans les séances avec Miles Davis que dans son orchestre plus « expérimental » des années 1970-80).
Surtout connu pour ses talents de « lead trumpet », Ernie Royal était aussi un excellent soliste.